# Rinorea dewitii
Rinorea dewitii är en violväxtart som beskrevs av Achound.. Rinorea dewitii ingår i släktet Rinorea och familjen violväxter. Inga underarter finns listade i Catalogue of Life.